# Jakub Petružálek
Jakub Petružálek, född 24 april 1985 i Litvínov, Tjeckien, är en tjeckisk professionell ishockeyspelare som tidigare har spelat för bland annat HC Litvínov och Örebro HK. Från säsongen 2015/2016 spelar Petružálek i HK Dynamo Moskva.

## Klubbar
- HC Litvínov (2005/2006)
- Barrie Colts (2005/2006)
- Charlotte Checkers (2006/2007)
- Hartford Wolf Pack (2006/2007)
- Albany River Rats (2006/2007–2009/2009)
- Carolina Hurricanes (2008/2009)
- Lukko (2009/2010–2010/2011)
- HK Amur Chabarovsk (2011/2012–2013/2014)
- OHK Dynamo Moskva (2013/2014)
- Ak Bars Kazan (2013/2014)
- Avtomobilist Jekaterinburg (2014/2015)
- HC Litvínov (2014/2015)
- Örebro HK (2015/2016)
- HK Dynamo Moskva (2015/2016)

### Webbkällor
- ”Jakub Petružálek”. eliteprospects.com. http://www.eliteprospects.com/player.php?player=9617. Läst 16 augusti 2015.